# Вильгельм Людвиг (граф Нассау-Саарбрюккена)
Вильгельм Людвиг Нассау-Саарбрюккенский (нем. Wilhelm Ludwig von Nassau-Saarbrücken; 18 декабря 1590, Отвейлер — 22 августа 1640, Мец) — граф Саарбрюккена из Нассауского дома.

## Биография
Вильгельм Людвиг — сын Людвига II Нассау-Вейльбургского и ландграфини Анны Марии Гессен-Кассельской. В 1605 году отец Вильгельма Людвига объединил под своей властью все нассауские земли.
Вильгельм Людвиг учился в Меце, в 1609—1614 годах путешествовал по Франции, Нидерландам и Англии. В 1616 году стал соправителем отца, а после его смерти в 1627 году выступил опекуном двух младших братьев. При разделе наследства в Отвейлере 29 января 1629 года Вильгельму Людвигу достались Саарбрюккен, амт Отвейлер, владения Гербицгейм и Веллинген. Брат Вильгельма Людвига Иоганн унаследовал Идштейн, Висбаден и Зонненберг. Земли младших братьев в Веене и Бургшвальбахе поначалу находились в управлении Вильгельма Людвига.
Вскоре реституционный эдикт от 2 марта 1629 года подставил под сомнение права братьев, поскольку курфюрсты Майнцский и Трирский заявили о своих правах на церковные земли, конфискованные по Пассаускому договору 1552 года. 7 июля 1629 года Имперский камеральный суд в процессе между Лотарингией и Нассау принял решение о передаче мецских ленов Саарвердена, Боккенгейма и Виберсвейлера герцогству Лотарингии, а оставшиеся спорные земли оставить за Нассау. Герцог Лотарингский сразу же захватил всё графство Саарверден и Гербицгейм. Вильгельм Людвиг отправился на княжеский съезд в Регенсбург и 23 июля 1631 года заручился императорской поддержкой, при этом отказавшись вступать в католическую лигу или предоставлять войска. К концу года на Рейне объявился король Швеции Густав II Адольф, и Вильгельм Людвиг вместе с братьями принял его сторону и объявил войну императору. В звании подполковника Вильгельм Людвиг поступил на службу в кавалерийский полк графа Отто Людвига Сальм-Кирбургского и сражался на Верхнем Рейне. После смерти короля Густава Адольфа 16 ноября 1632 года три нассауских графа объединились на собрании протестантских сословий в Гейльбронне с риксканцлером Швеции Акселем Оксеншерной.
24 ноября 1632 года умер самый младший брат Вильгельма Людвига граф Отто, 11 декабря был признан совершеннолетним граф Эрнст Казимир, после чего был произведён новый раздел земель: Эрнст Казимир выбрал себе Вейльбург, Глейберг, Меренберг и земли Отто — Кирхгейм и Штауф.
После смерти графа Сальм-Кирбургского Вильгельм Людвиг поступил на службу герцогу Бернгарду Саксен-Веймарскому. После Пражского мира Вильгельм Людвиг с братьями отправился в охраняемый Бернгардом Веймарским Саарбрюккен. После поражения герцога в 1635 году вместе с ним в Мец удалились Вильгельм Людвиг и Эрнст Казимир, а Иоганнес остался в Страсбурге. Наступление имперских войск под командованием Матиаса Галласа вызвало панику в Саарбрюккене и породило волну беженцев. Графский двор по приглашению короля Франции Людовика XIII в 1635 году переехал в Мец.
В ноябре 1635 года в нассауских землях появился имперский комиссар Бертрам фон Штурм, объявивший о лишении Вильгельма Людвига и его двух братьев графского титула и владений. Герцог Лотарингский за свои заслуги получил от императора графства Саарбрюккен и Саарверден, Гербицгейм и крепость Гомбург. В 1636 году братья безуспешно пытались вымолить прощение у императора при посредничестве курфюрста Саксонского. Лишь в 1639 году братья получили охранные грамоты, чтобы лично прибыть в Вену для рассмотрения их дела. После смерти Вильгельм Людвига его вдова вернулась из Меца в Саарбрюккен. Три сына 31 марта 1659 года провели новый раздел нассауских владений.

## Семья
25 ноября 1615 года Вильгельм Людвиг женился на графине Анне Амалии Баден-Дурлахской (1595—1651), дочери маркграфа Георга Фридриха Баден-Дурлахского. У супругов родились:
- Мориц (1618)
- Анна Юлиана (1617—1667), замужем за герцогом Фридрихом Цвейбрюккенским
- Шарлотта (1619—1687), замужем за графом Людвигом Эберхардом Лейнинген-Вестербургским
- Крато (1621—1642), погиб в бою
- Анна Амалия (1623—1695), канонисса Херфордского монастыря
- Иоганн Людвиг (1625—1690), получил Отвейлер, женат на Доротее Екатерине Биркенфельд-Бишвейлерской
- Елизавета Сибилла (1626—1627)
- Мария Сибилла (1628—1699), замужем за герцогом Августом Филиппом Шлезвиг-Гольштейн-Зондербург-Бекским
- Георг Фридрих (1630)
- Густав Адольф (1632—1677), получил Саарбрюккен, женат на Элеоноре Кларе Гогенлоэ-Нейенштейнской
- Георг Фридрих (1633—1635)
- Вальрад (1635—1702), получил Узинген и основал ветвь Нассау-Узинген, женат на Екатерине Франциске де Круа, затем на Магдалене Елизавете Лёвенштейн-Вертгейм-Рошфорской.